# Čitanje
Čitanje, kognitivni proces usvajanja značenja iz pisanih simbola, odnosno iz teksta koji se sastoji od znakova ili slova. Proces čitanja je moguć ako čitatelj poznaje pismo i jezik teksta. Čitanje se najčešće odvija vizualnim putem, pri čemu se značenje usvaja iz znakova otisnutih u knjizi, novinama i sl., ili prikazanih na ekranu računala, televizora ili mobilnog telefona. Može biti i taktilno, primjerice pomoću Brailleovog pisma.
Čitanje je višeslojni proces u kojem čitatelj koristi sposobnosti uočavanja (percepcije), prepoznavanja, povezivanja i tumačenja znakova, kako bi na kraju shvatio sadržaj, značenje ili ideju sadržanu u tekstu. Jedna je od glavnih sastavnica pismenosti, i temeljna vještina suvremenog čovjeka. Usvaja se od djetinjstva kroz odgoj i obrazovanje. Smatra se da potiče razvoj inteligencije, jezične kompetencije te kreativnog mišljenja, mašte i zaključivanja. Omogućuje djeci i odraslima da se upoznaju s različitim svjetovima, informacijama i idejama od onih koje stječu neposredno iz okoline. Hrvatsko čitateljsko društvo se bavi poticanjem, istraživanjem i unapređivanjem čitanja i pismenosti na svim razinama u društvu te razvojem svijesti o važnosti čitanja i pismenosti. Od njegovog osnivanja kao dobrovoljne udruge 1991. godine predvode ga knjižničari i školski profesori iz različitih krajeva Hrvatske.

## Vanjske poveznice
- Hrvatsko čitateljsko društvo